# Coronapiste

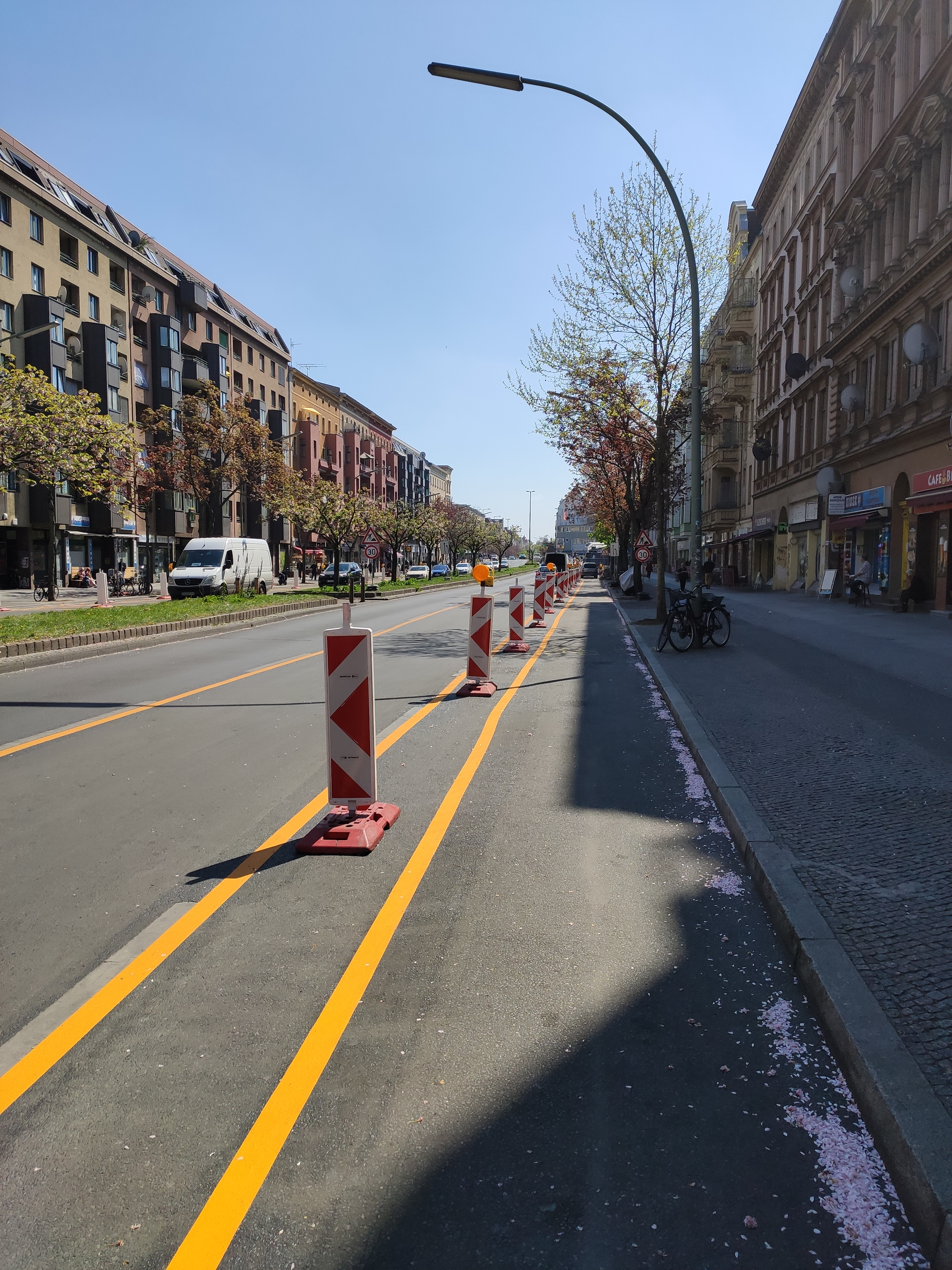
Coronapiste à Berlin.

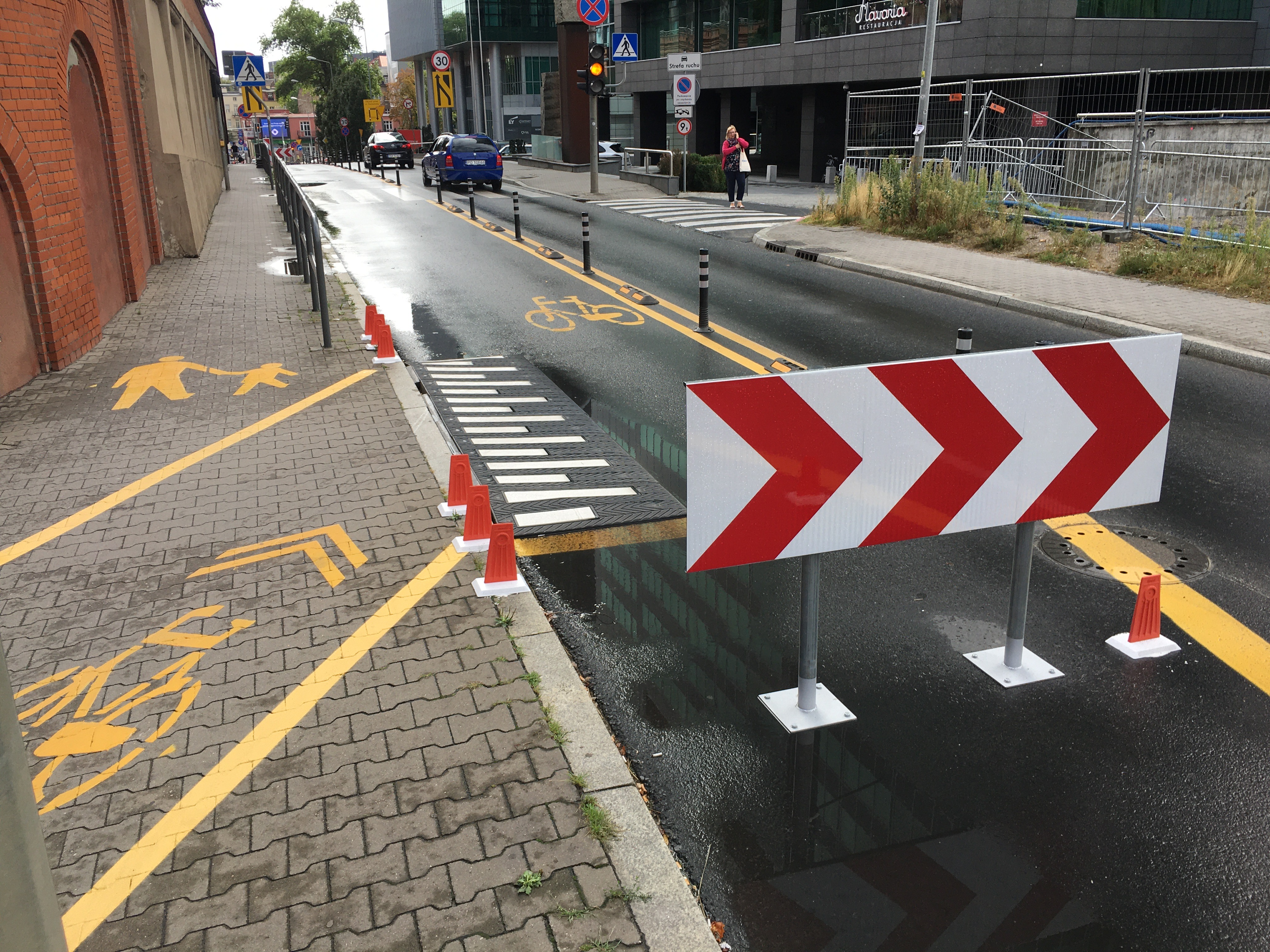
Coronapiste en Pologne.

Le surnom de « coronapiste » a été donné aux aménagements cyclables provisoires créés lors de la pandémie de Covid-19 en 2020 dans le but de fluidifier la circulation urbaine, décongestionner les transports publics, favoriser le respect des distances de sécurité et encourager un mode de transport décarboné.
Durant la crise, ces aménagements sont promus notamment par des instances nationales ou internationales, telles que l'Organisation mondiale de la santé (OMS) ou les gouvernements français et britannique.
Alors que certaines villes font le choix de les effacer rapidement, d'autres comme Paris ou Boston manifestent leur envie de les pérenniser. D'autres encore comme Tokyo ou Londres annoncent la création d'aménagements pour répondre à la forte croissance du nombre de cyclistes depuis le début de la pandémie,.
Les villes qui ont créé de nouveaux aménagements à l'occasion de la pandémie ont vu le nombre de déplacements à vélo augmenter très significativement.

## En Europe
Durant la pandémie, les gouvernements et municipalités européennes ont promis d'installer un total de 2 315 km de coronapistes. Début juillet, plus de 1 000 km d'installations avaient été effectivement créés et maintenus.
Une étude publiée en août 2020 a montré que la pérennisation des coronapistes en Europe permettrait d'économiser l'équivalent de 3 milliards de dollars américains chaque année en dépense de santé. De plus, il ressort de cette étude que chaque kilomètre de piste temporaire créé a permis de faire augmenter de 0,6 % la pratique du vélo dans la ville en question.

### En Belgique
Durant l'été 2020, la Région bruxelloise trace 40 km de coronapistes, avec pour conséquences une diminution de 7 à 10 % du trafic automobile et une augmentation de 65 % du nombre de vélos[précision nécessaire].

### En France

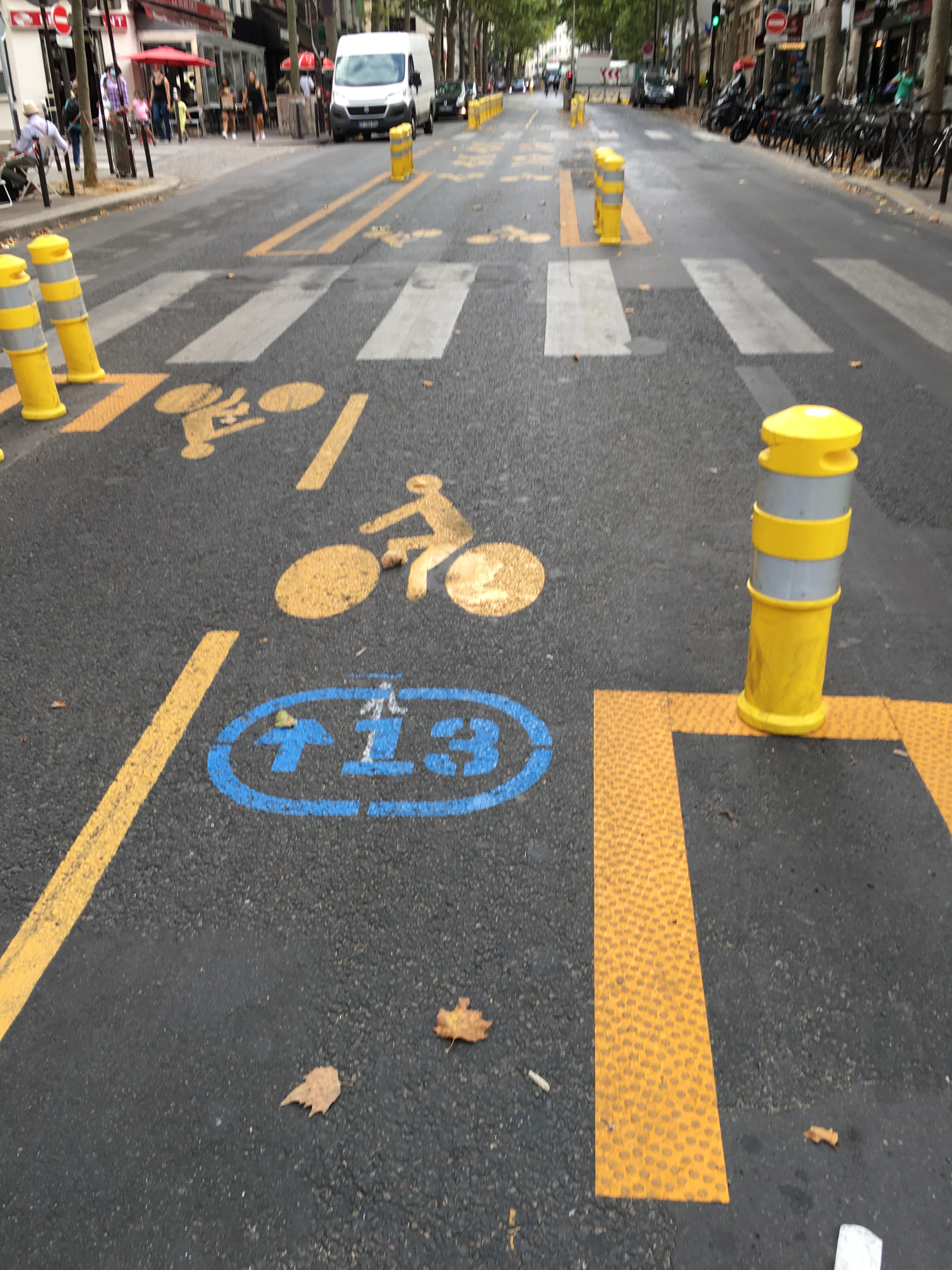
Coronapiste avenue de Saint-Ouen à Paris.

Entre décembre 2019 et janvier 2020 (avant la pandémie de Covid-19), pendant une longue grève contre le projet de réforme des retraites qui a vidé les transports en commun de leurs voyageurs (offre réduite ou interruption de trafic), le trafic vélo a déjà augmenté.
En France, la plupart des grandes villes (comme Paris, Lyon, Nantes, Bordeaux, Nice, Metz, Montpellier et Toulouse) ont créé de tels aménagements, pour un total de 500 nouveaux kilomètres de pistes, et beaucoup ont manifesté leur envie de les pérenniser à l'issue du confinement.
Alors que le gouvernement appelle les collectivités à pérenniser ces pistes, certaines villes (Besançon, Saint-Étienne, Argenteuil, Quimper, Marseille ou Aix-en-Provence) font le choix de les effacer.
Un sondage Ifop réalisé en septembre 2020 révèle que les habitants de Paris, Lyon et Marseille souhaitent à 62 %, 75 % et 88 % respectivement la pérennisation de tous les aménagements cyclables provisoires,.
En Île-de-France, elles rencontrent un fort succès, en particulier en banlieue où elles sont plébiscitées par 64 % des habitants. Selon Stein van Oosteren, porte-parole du Collectif Vélo Île-de-France, ce n'est pas à Paris qu'a eu lieu la « dernière révolution du vélo » mais en banlieue. Ainsi, le Val-de-Marne a été le premier à réaliser un important réseau de 40 kilomètres de coronapistes, et les Hauts-de-Seine ont suivi quelque temps plus tard. La Seine-Saint-Denis a eu plus de mal a imposer un réseau cyclable malgré la volonté de son président Stéphane Troussel, en raison de nombreux véhicules stationnés dessus en permanence. Les départements de la grande couronne n'ont pas participé à la construction du réseau cyclable régional, où ce sont plutôt les agglomérations (comme Évry-Courcouronnes, Cergy-Pontoise ou Paris-Saclay) qui ont agi. Leur pérennisation est soutenue par le plan « France Relance ».

### Au Royaume-Uni
Au Royaume-Uni, Londres et Leicester notamment ont installé des coronapistes. Celles de Londres ont rapidement été rendues semi-permanentes.